# Alfonso Ferrabosco der Jüngere
Alfonso Ferrabosco, genannt der Jüngere (* um 1575 in Greenwich; begraben 11. März 1628 ebenda) war ein englischer Komponist und Gambist italienischer Abstammung. Er war der uneheliche Sohn des Komponisten Alfonso Ferrabosco des Älteren.

## Leben
Ferrabosco lebte an der Schwelle der Renaissance- zur Barockmusik. Seine Mutter war möglicherweise Susanna Symons, die spätere Frau seines Vaters. Nachdem dieser im Jahr 1578 England verlassen hatte, blieb Alfonso unter der Vormundschaft von Gomer van Awsterwyke, einem Mitglied des Hofstaats von Königin Elisabeth I., bis dieser 1592 starb. Obwohl sein Vater darum bat, ihm den Sohn nach Italien zu bringen, wo er selbst mit seiner Frau lebte, bestand die Königin darauf, dass er in England bleiben solle. Hier begann er seine Karriere als Hofmusiker und privater Musikerzieher des Prinzen Henry.

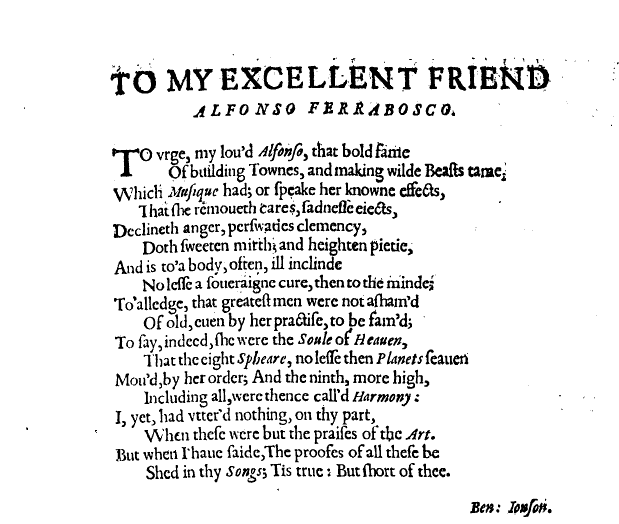
Ben Jonsons Gedicht in Ferraboscos Book of Ayres

Ferrabosco arbeitete an einigen Werken gemeinsam mit Ben Jonson, so an The Masque of Blackness (1605) und anderen Maskenspielen, für die er die Bühnenmusik komponierte. Seine Musik wurde 1609 von John Browne veröffentlicht. Unter den publizierten Werken befinden sich Vertonungen von Gedichten John Donnes und Thomas Campions, Lauten- und Gambenmusik. Ferrabosco schrieb seine Werke oft im damals aufkommenden Barockstil; obwohl er niemals in Italien gewesen war, kannte er den zeitgenössischen italienischen Stil gut.
Seinen Ruf verdankte Ferrabosco zum größten Teil seinen Fähigkeiten als Gambist, mehr noch seinen Kompositionen für das Gambenconsort. Sie weisen einen sehr individuellen Personalstil mit vielen Diminutionen und virtuosen Passagen auf. Daneben verfasste er viele In-Nomine-Vertonungen, die als Vorbild dieses musikalischen Genres gelten können. Ferrabosco war neben John Cooper einer der ersten, die Gambenmusik in Tabulatur notierten. Er schrieb einen Band mit Lessons, d. h. Übungen für die Viola da gamba.